# Epipagis triserialis
Epipagis triserialis is een vlinder uit de familie van de grasmotten (Crambidae), uit de onderfamilie van de Spilomelinae. De wetenschappelijke naam van deze soort is voor het eerst voorgesteld als Sameodes triserialis door Arnold Pagenstecher in een publicatie uit 1907.
De soort komt voor in Tanzania (Pemba).